# Ignazio Castrogiovanni
Ignazio Castrogiovanni (Palermo, 18 agosto 1896 – Canale di Sicilia, 17 dicembre 1942) è stato un militare e marinaio italiano, decorato di medaglia d'oro al valor militare alla memoria nel corso della seconda guerra mondiale.

## Biografia

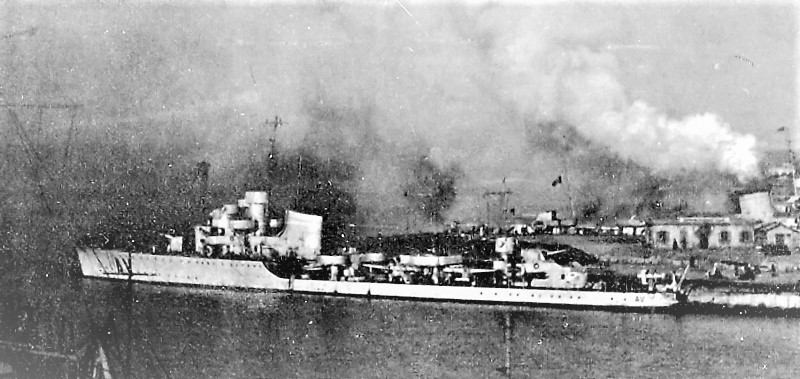
LAviere fotografato a Messina nel gennaio 1941, durante le prove di annebbiamento di tale porto.

Nacque a Palermo il 18 agosto 1896. Dopo aver conseguito il diploma di capitano di lungo corso presso l'Istituto nautico di Palermo, nel 1916, in piena prima guerra mondiale, fu arruolato nella Regia marina ed ammesso a frequentare il Corso allievi ufficiali di complemento, conseguendo la promozione a guardiamarina nel gennaio 1916 e quella a sottotenente di vascello l'anno successivo. Partecipò alle operazioni navali imbarcato su silurante di superficie, tra cui il cacciatorpediniere Nembo dove fu decorato con la prima medaglia d'argento al valor militare per il comportamento tenuto durante le fasi dell'affondamento dell'unità. Nel 1919 conseguì la promozione a tenente di vascello e, destinato alla Squadra del Levante di base a Costantinopoli, fu imbarcato dapprima sulla nave da battaglia Vittorio Emanuele, e poi sull'esploratore Venezia. Partecipò attivamente all'opera di soccorso durante una grande incendio che devastò Smirne, ottenendo un Encomio Solenne dal Ministero della Marina. Trasferito in servizio permanente effettivo nel 1920, frequentò il corso superiore di Livorno e poi prestò successivamente servizio presso il Comando Marina Difesa di La Spezia e presso la base navale di La Maddalena. Dal 1926 al 1929 fu imbarcato su varie unità siluranti di superficie e, promosso capitano di corvetta, assunse nel 1932 il comando del sommergibile Santorre Santarosa e nel 1933 quello del cacciatorpediniere Alessandro Poerio.
Divenuto capitano di fregata fu nominato comandante del cacciatorpediniere Giuseppe Sirtori ed in seguito fu imbarcato come vicecomandante sull'incrociatore pesante Trento. Partecipò alle operazioni militari in Africa Orientale (1935-1936), alla guerra di Spagna (1936-1938) ed alle operazioni militari per l'occupazione dell'Albania (nell'aprile 1939). Con l'entrata del Regno d'Italia nella seconda guerra mondiale, avvenuta il 10 giugno 1940, dal settembre di quell'anno al marzo 1941, fu di stanza a Tripoli con l'incarico di capo di stato maggiore  del locale Comando Marina, incarico che mantenne anche con la promozione a capitano di vascello.
Nell'aprile 1942 ebbe il comando del cacciatorpediniere Ugolino Vivaldi e di comandante della XIV Squadriglia cacciatorpediniere, segnalandosi, in particolar modo, nel corso della battaglia di mezzo giugno, dove fu decorato con  la medaglia d'argento al valor militare e nell'agosto dello stesso anno passo al comando del cacciatorpediniere Aviere. Salpato con la sua nave da Napoli il 16 dicembre 1942 di scorta alla motonave tedesca Ankara diretta a Biserta, il giorno successivo, nelle acque a nord di Biserta, il cacciatorpediniere Aviere fu improvvisamente colpito da due siluri lanciati dal sommergibile inglese Splendid che ne provocarono l'immediato affondamento. Gettatosi nelle acque, in un mare gelido ed avverso, cedette il proprio posto sulla zattera ad un marinaio del suo equipaggio esausto e scomparve tra i flutti. Fu insignito della medaglia d'oro al valor militare alla memoria.